# Rainer Stadelmann
Rainer Stadelmann est un égyptologue allemand, né le 24 octobre 1933 à Oettingen et mort le 14 janvier 2019.

## Biographie
Après son Abitur à Neubourg-sur-le-Danube en 1953, il étudie l'égyptologie, l'orientalisme et l'archéologie à l'université de Munich. Il participe, en 1955 et 1956, aux fouilles du temple solaire égyptien d'Ouserkaf à Abousir. Il poursuit ses études à l'université de Heidelberg où, en 1960, il soutient sa thèse de doctorat sur les divinités syro-palestiniennes en Égypte.
Il est assistant technique à Heidelberg jusqu'en 1967, puis devient directeur scientifique à l'Institut archéologique allemand du Caire, dont il est directeur de 1989 à 1998. Il est, depuis 1975, professeur honoraire à l'université de Heidelberg. Il a participé à de très nombreuses fouilles à l'île Éléphantine, Thèbes et Dahchour. 
Il est membre correspondant de l'Académie des inscriptions et belles-lettres.

## Publications
- Die ägyptischen Pyramiden, vom Ziegelbau zum Weltwunder, Mayence, 1985-1997, éditions von Zabern (Kulturgeschichte der Antiken Welt, t. 30),  (ISBN 3-8053-1142-7)

- Publications de Rainer Stadelmann, Deutsche Nationabibliothek